# لشکر ۸ زرهی نجف اشرف

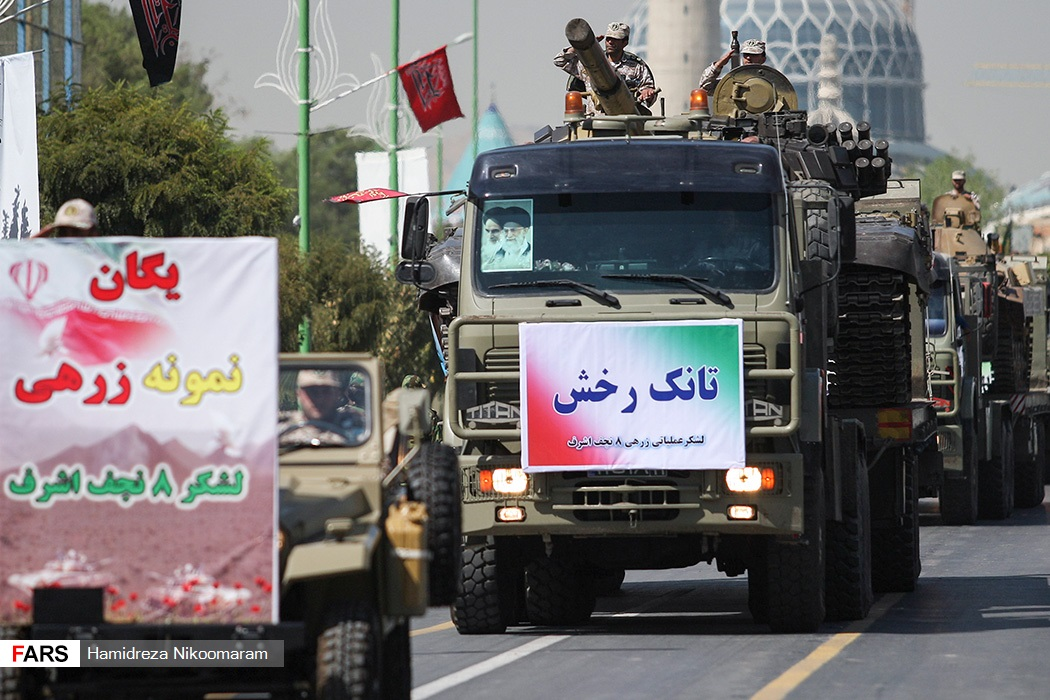
رژه ستون خودرویی لشکر ۸ نجف به‌مناسبت سالگرد جنگ ایران و عراق در سال ۱۳۹۷

لشکر زرهی ۸ نجف اشرف از لشکرهای زرهی نیروی زمینی سپاه پاسداران است، که پس از لشکر ۱۴ امام حسین، دومین لشکر سپاه پاسداران در استان اصفهان به‌شمار می‌آید.  هم‌اکنون سرتیپ‌دوم پاسدار مصطفی محمدی فرماندهی لشکر ۸ زرهی نجف را برعهده دارد.

## پیشینه
این یگان در سال۱۳۶۰ در خلال جنگ ایران و عراق و پس از عملیات ثامن‌الائمه، تحت عنوان تیپ ۸ نجف تشکیل شد، نخستین فرمانده آن احمد کاظمی بود و بخش اعظم از نیروهای آن از شهرستان نجف‌آباد، استان اصفهان تأمین می‌شد. لشکر ۸ نجف در اغلب عملیات‌های گسترده در خلال جنگ به‌عنوان یگان عمل‌کننده حضور داشت و در خلال آزادسازی خرمشهر، نخستین یگان ایرانی بود، که وارد خرمشهر شد. لشکر ۸ نجف همچنین نخستین یگان زرهی سپاه پاسداران می‌باشد، که واحد زرهی آن، پس از فتح خرمشهر، از تجهیزات و ادوات به غنیمت گرفته شده از ارتش عراق، شکل گرفت. هم‌اکنون سرتیپ‌دوم پاسدار مصطفی محمدی فرماندهی لشکر ۸ نجف را برعهده دارد.